# 51e cérémonie des Filmfare Awards
La 51e cérémonie des Filmfare Awards s'est déroulée le 25 février 2006 à Mumbai en Inde. Le film Black de Sanjay Leela Bhansali a particulièrement été à l'honneur en recevant onze récompenses.

## Palmarès

### Récompenses populaires
| Catégorie                                     | Lauréat |
| --------------------------------------------- | --- |
| Meilleur film                                 | Black - produit et réalisé par Sanjay Leela Bhansali - avec Amitabh Bachchan, Rani Mukherjee et Ayesha Kapur |
| Meilleur réalisateur                          | Sanjay Leela Bhansali (Black)                                                                                |
| Meilleur acteur                               | Amitabh Bachchan (Black)                                                                                     |
| Meilleure actrice                             | Rani Mukherjee (Black)                                                                                       |
| Meilleur acteur dans un second rôle           | Abhishek Bachchan (Sarkar)                                                                                   |
| Meilleure actrice dans un second rôle         | Ayesha Kapur (Black)                                                                                         |
| Meilleure performance dans un rôle comique    | Akshay Kumar (Garam Masala)                                                                                  |
| Meilleure performance dans un rôle de méchant | Nana Patekar (Apaharan)                                                                                      |
| Meilleur espoir masculin                      | Shiney Ahuja (Hazaron Khwahishein Aisi)                                                                      |
| Meilleur espoir féminin                       | Vidya Balan (Parineeta)                                                                                      |
| Meilleur compositeur                          | Shankar Mahadevan, Ehsaan Noorani et Loy Mendonsa (Bunty Aur Babli)                                          |
| Meilleur parolier                             | Gulzar, pour la chanson « Kajra Re » (Bunty Aur Babli)                                                       |
| Meilleur chanteur de play-back                | Himesh Reshammiya, pour la chanson « Aashiq Banaya Aapne » (Aashiq Banaya Aapne)                             |
| Meilleure chanteuse de play-back              | Alisha Chinai, pour la chanson « Kajra Re » (Bunty Aur Babli)                                                |

### Récompenses spéciales
- Filmfare d'honneur pour l'ensemble d'une carrière : Shabana Azmi
- Power Award : Yash Chopra
- Visage de l'année : Vidya Balan (Parineeta)
- Nouveau talent musical (récompense « RD Burman ») : Shantanu Moitra (en) (Parineeta)

### Récompenses des critiques
| Catégorie         | Lauréat                        |
| ----------------- | ------------------------------ |
| Meilleur film     | Black de Sanjay Leela Bhansali |
| Meilleur acteur   | Amitabh Bachchan (Black)       |
| Meilleure actrice | Rani Mukherjee (Black)         |

### Récompenses techniques
| Catégorie                          | Lauréat                                                                           |
| ---------------------------------- | --------------------------------------------------------------------------------- |
| Meilleure histoire                 | Sudhir Mishra, Shiv Kumar Subramanium et Ruchi Narain (Hazaaron Khwahishein Aisi) |
| Meilleur scénario                  | Nina Arora et Manoj Tyagi (Page 3)                                                |
| Meilleurs dialogues                | Prakash Jha (Apaharan)                                                            |
| Meilleure photographie             | Ravi K Chandran (Black)                                                           |
| Meilleure direction artistique     | Keshto Mondal, Tanushree Sarkar et Pradeep Sarkar (Parineeta)                     |
| Meilleure chorégraphie             | Howard Rosemeyer (Parineeta)                                                      |
| Meilleur son                       | Bishwadeep Chatterjee (Parineeta)                                                 |
| Meilleur montage                   | Bela Sehgal (Black)                                                               |
| Meilleures cascades                | Allan Amin (Dus)                                                                  |
| Meilleure musique d'accompagnement | Monty Sharma (Black)                                                              |

## Les nominations
- Meilleur film : Bunty Aur Babli ~ Black ~ No Entry ~ Page 3 ~ Parineeta
- Meilleur réalisateur : Madhur Bhandarkar (Page 3) ~ Nagesh Kukunoor (Iqbal (en)) ~ Pradeep Sarkar (Parineeta) ~ Ram Gopal Varma (Sarkar) ~ Sanjay Leela Bhansali (Black)
- Meilleur acteur : Aamir Khan (Mangal Pandey) ~ Abhishek Bachchan (Bunty Aur Babli) ~ Amitabh Bachchan (Black et Sarkar) ~ Saif Ali Khan (Parineeta)
- Meilleure actrice : Preity Zinta (Salaam Namaste) ~ Rani Mukherjee (Black et Bunty Aur Babli) ~ Sharmila Tagore (Viruddh) ~ Vidya Balan (Parineeta)
- Meilleur acteur dans un second rôle : Abhishek Bachchan (Sarkar) ~ Amitabh Bachchan (Bunty Aur Babli) ~ Arshad Warsi (Salaam Namaste) ~ Naseeruddin Shah (Iqbal (en)) ~ Sanjay Dutt (Parineeta)
- Meilleure actrice dans un second rôle : Ayesha Kapur (Black) ~ Bipasha Basu (No Entry) ~ Sandhya Mridul (Page 3) ~ Shefali Shah (Waqt : A Race Against Time) ~ Shweta Prasad (Iqbal (en))
- Meilleure performance dans un rôle comique : Akshay Kumar (Garam Masala) ~ Anil Kapoor (No Entry) ~ Javed Jafferi (Salaam Namaste) ~ Rajpal Yadav (Waqt : A Race Against Time) ~ Salman Khan (No Entry)
- Meilleure performance dans un rôle négatif : Ajay Devgan (Kaal) ~ Amrita Singh (Kalyug) ~ Kay Kay (Sarkar) ~ Nana Patekar (Apaharan) ~ Pankaj Kapur (Dus)
- Meilleur espoir masculin : Mohit Ahlawat (James (en)) ~ Shiney Ahuja (Hazaron Khwahishein Aisi) ~ Kunal Khemu (Kalyug) ~ Randeep Hooda (D) ~ Shreya Talpade (Iqbal (en))
- Meilleur espoir féminin : Tanushree Dutta ~ Vidya Balan (Parineeta)
- Meilleur compositeur : Himesh Reshammiya (Aashiq Banaya Aapne) ~ Shantanu Moitra (en) (Parineeta) ~ Shankar Mahadevan, Ehsaan Noorani et Loy Mendonsa (Bunty Aur Babli) ~ Vishal-Shekhar (Dus) ~ Adnan Sami (Lucky : No Time For Love)
- Meilleur parolier : Sameer pour « Aashiq Banaya Aapne » (Aashiq Banaya Aapne) ~ Swanand Kirkire (en) pour « Piyu Bole » (Parineeta) ~ Gulzar pour « Chup Chup Ke » (Bunty Aur Babli) ~ Gulzar pour « Dheere Jalna » (Paheli) ~ Gulzar pour « Kajra Re » (Bunty Aur Babli)
- Meilleur chanteur de play-back : Himesh Reshammiya pour « Aashiq Banaya Aapne » (Aashiq Banaya Aapne) ~ Atif pour « Woh Lamhe » (Zeher) ~ Sonu Nigam pour « Dheere Jalna » (Paheli) ~ Sonu Nigam pour « Piyu Bole » (Parineeta) ~ KK & Shaan pour « Dus Bahane » (Dus)
- Meilleure chanteuse de play-back : Shreya Ghoshal pour « Agar Tum Mil Jao » (Zeher) et « Piyu Bole » (Parineeta) ~ Sunidhi Chauhan pour « Deedar De » (Dus) ~ Sunidhi Chauhan pour « Kaisi Paheli » (Parineeta) ~ Alisha Chinai pour « Kajra Re » (Bunty Aur Babli)